# 第50回全日本大学サッカー選手権大会
第50回全日本大学サッカー選手権大会は2001年11月10日から11月18日にかけて開催された全日本大学サッカー選手権大会である。駒澤大学が4年ぶり3回目の優勝を果たした。

## 概要
9地域の代表15校と総理大臣杯全日本大学サッカートーナメント優勝校が参加した。

### 大会日程
- 2001年11月10日 - 1回戦
- 2001年11月11日 - 準々決勝
- 2001年11月15日 - 準決勝
- 2001年11月18日 - 決勝

### 開催競技場
- 東京スタジアム（決勝）
- 西が丘サッカー場（準々決勝・準決勝）
- 八王子（準々決勝）
- 江戸川区陸上競技場（1回戦）
- 古河市サッカー場（1回戦）
- 駒沢競技場（1回戦）
- 夢の島陸上競技場（1回戦）

## 出場大学
- 阪南大学（総理大臣杯優勝・4年連続7回目）
- 道都大学（北海道代表・2年ぶり2回目）
- 仙台大学（東北代表・3年ぶり18回目）
- 国士舘大学（関東第1代表・7年連続17回目）
- 筑波大学（関東第2代表・3年連続26回目）
- 順天堂大学（関東第3代表・2年ぶり14回目）
- 駒澤大学（関東第4代表・2年ぶり6回目）
- 東京学芸大学（関東第5代表・3年連続3回目）
- 福井工業大学（北信越代表・5年連続8回目）
- 愛知学院大学（東海第1代表・10年ぶり12回目）
- 中京大学（東海第2代表・2年連続24回目）
- 関西大学（関西第1代表・4年ぶり9回目）
- 関西学院大学（関西第2代表・4年連続11回目）
- 福山大学（中国代表・2年連続2回目）
- 高知大学（四国代表・8年連続17回目）
- 福岡大学（九州代表・2年連続26回目）

## 試合日程・結果

### 1回戦
| 2001年11月10日 |

| 阪南大学 | 1 - 1 延長 (PK 6-5) | 福井工業大学 |
| 油本     |                     | 野木         |

| 江戸川区陸上競技場 |

| 2001年11月10日 |

| 仙台大学 | 1 - 3 | 駒澤大学     |
| 矢部     |       | 巻2 , · 高橋 |

| 江戸川区陸上競技場 |

| 2001年11月10日 |

| 筑波大学          | 2 - 3 | 中京大学       |
| 鈴木孝 · 千代反田 |       | 末岡2 , · 石館 |

| 古河市サッカー場 |

| 2001年11月10日 |

| 関西学院大学              | 4 - 0 | 愛知学院大学 |
| 藤井 · 鈴木 · 岸田 · 青野 |       |              |

| 古河市サッカー場 |

| 2001年11月10日 |

| 関西大学 | 1 - 2 延長 | 東京学芸大学 |
| 八柄     |            | 桐田 · 岩政  |

| 駒沢競技場 |

| 2001年11月10日 |

| 道都大学 | 1 - 4 | 順天堂大学          |
| 関根     |       | 伊藤 · 堀2 , · 竹谷 |

| 駒沢競技場 |

| 2001年11月10日 |

| 福山大学    | 2 - 1 | 福岡大学 |
| 大坪 · 岩永 |       | 加藤     |

| 夢の島陸上競技場 |

| 2001年11月10日 |

| 高知大学 | 1 - 5 | 国士舘大学                   |
| 古川     |       | 白尾 · 植田2 , · 山根 · 相馬 |

| 夢の島陸上競技場 |

### 準々決勝
| 2001年11月11日 |

| 阪南大学 | 0 - 0 延長 (PK 3-4) | 駒澤大学 |
|          |                     |          |

| 西が丘サッカー場 |

| 2001年11月11日 |

| 中京大学    | 2 - 3 | 関西学院大学           |
| 末岡 · 石館 |       | 斉藤2 , · オウンゴール |

| 西が丘サッカー場 |

| 2001年11月11日 |

| 東京学芸大学 | 1 - 2 | 順天堂大学  |
| 久保田司     |       | 鴨川 · 堀健 |

| 八王子 |

| 2001年11月11日 |

| 福山大学  | 1 - 2 | 国士舘大学  |
| 大坪 (PK) |       | 山根 · 斉藤 |

| 八王子 |

### 準決勝
| 2001年11月15日 |

| 駒澤大学    | 2 - 0 | 関西学院大学 |
| 那須 · 深井 |       |              |

| 西が丘サッカー場 |

| 2001年11月15日 |

| 順天堂大学 | 1 - 3 | 国士舘大学         |
| 伊藤       |       | 植田 · 相馬 · 板橋 |

| 西が丘サッカー場 |

### 決勝
| 2001年11月18日 |

| 駒澤大学    | 2 - 1 | 国士舘大学 |
| 中田 · 深井 |       | 吉田       |

| 東京スタジアム |

## 最終結果
| 第50回全日本大学サッカー選手権大会 優勝チーム |
| --------------------------------------------- |
| 駒澤大学 4年ぶり3回目                         |

### 表彰

#### 最優秀選手賞
- 深井正樹（駒澤大学）

## 主な出場選手
- 山根伸泉（国士舘大学）
- 相馬崇人（国士舘大学）
- 斎藤竜（国士舘大学）
- 白尾秀人（国士舘大学）
- 千代反田充（筑波大学）
- 小林宏之（筑波大学）
- 石川竜也（筑波大学）
- 平川忠亮（筑波大学）
- 羽生直剛（筑波大学）
- 那須大亮（駒澤大学）
- 巻誠一郎（駒澤大学）
- 深井正樹（駒澤大学）
- 中田洋介（駒澤大学）
- 岩政大樹（東京学芸大学）
- 堀之内聖（東京学芸大学）
- 桐田英樹（東京学芸大学）
- 鴨川奨（順天堂大学）
- 堀健人（順天堂大学）
- 末岡龍二（中京大学）
- 青野大介（関西学院大学）
- 岸田茂樹（関西学院大学）
- 大坪博和（福山大学）
- 坪井慶介（福岡大学）